# Simon Hemmer
Simon Hemmer (* 1978 in Köln) ist ein deutscher Maler.

## Biografie
Simon Hemmer hat von 1999 bis 2005 an der Kunstakademie Düsseldorf bei Dieter Krieg und Albert Oehlen studiert. Anschließend bekam er ein zweijähriges Stipendium für De Ateliers in Amsterdam, wo er 2007 die Gruppenausstellung „Big hug“ kuratierte. 2007 wurde er mit dem niederländischen Koninklijke Prijs voor Vrije Schilderkunst (Königlicher Preis für Freie Malkunst) ausgezeichnet, für den sich über 600 Künstler beworben hatten. Von 2008 bis 2010 hatte Simon Hemmer einen Lehrauftrag an der Kunstakademie Düsseldorf. Er lebt und arbeitet in Málaga und Köln.
Für den Historienfilm Der König tanzt (2000) war Hemmer als Maler tätig.

## Stipendien und Preise
- 2005 bis 2007 De Ateliers Amsterdam[3]
- 2007 Koninklijke Prijs voor Vrije Schilderkunst

## Ausstellungen (Auswahl)

### Einzelausstellungen
- 2014 Kegeln auf Pappe, DavisKlemm Galerie, Wiesbaden
- 2012 Neuralgie (mit Alexandra Bircken), Kunstraum Düsseldorf, Düsseldorf[4]
- 2012 Galerie Tobias Naehring, Leipzig[5]
- 2012 the Inside, Koffer, Berlin[6]
- 2012 Atelierbesuch, Kunstverein Kirschenpflücker e.V., Köln[7]
- 2011 the Outside, Goldwald, Neustadt an der Weinstrasse
- 2011 Beagle, Galerie Luis Campaña, Berlin[8]
- 2010 Ladies Room (mit Gerda Scheepers), Galerie Warhus Rittershaus, Köln[9]
- 2010 Painter paint paintings (mit Ulrike Nattermüller), Jagla Ausstellungsraum, Köln[10][11]
- 2009 My Lie, Villa de Bank, Enschede[12]
- 2008 Rise (mit Jack Holden), Anna Klinkhammer Galerie, Düsseldorf
- 2008 Rose, Galerie Otto Schweins, Köln
- 2008 Fury, Aschenbach & Hofland Galleries, Amsterdam
- 2007 wirklich sterben, Anna Klinkhammer Galerie, Düsseldorf
- 2006 Alfa, Anna Klinkhammer Galerie, Düsseldorf
- 2005 Und das ist für immer, Anna Klinkhammer Galerie, Düsseldorf
- 2003 Je t'embrasse, Anna Klinkhammer Galerie, Düsseldorf (mit Manuel Graf)
- 2002 Manuel Graf & Simon Hemmer, Anna Klinkhammer Galerie, Düsseldorf

### Gruppenausstellungen
- 2013 The Object layer, Glasmoog, Kunsthochschule für Medien, Köln[13]
- 2013 Sun Ark (mit Koen Delaere), KunstraumGagarin, Düsseldorf[14]
- 2012 Große Jahresgabenausstellung, Kölnischer Kunstverein[15]
- 2012 Whatever Lola Wants, Gerhard Hofland, Amsterdam
- 2011 Art Amsterdam
- 2010 Contemporary Legends, Galerie Luis Campaña, Köln
- 2010 Sex (mit Lutz Driessen und Seb Koberstädt), Aschenbach & Hofland Galleries, Amsterdam
- 2010 Art Amsterdam
- 2009 The last real painters, Resy Muijsers, Tilburg
- 2009 Mint, Art Amsterdam
- 2008 Nuovi Pittori Tedeschi, Studio d’arte Cannaviello, Mailand
- 2008 Opfer der reichen Braut, Düsseldorf-Reisholz
- 2007 Offspring, De Ateliers, Amsterdam
- 2007 The contented Heart, W139, Amsterdam[16]
- 2007 the Royal Award for Painting 2007, Gemeentemuseum Den Haag
- 2007 Preview Berlin Art Fair[17]
- 2006 Terrain Vague Wheely, Bonner Kunstverein, Bonn[18]
- 2006 Preview Berlin Art Fair[19]
- 2005 Art Basel Miami Beach[20]
- 2005 Regarding Düsseldorf, 701 e.V., Düsseldorf[21]